# Ernie Haase
Ernie Haase (Evansville, Indiana, 12 de diciembre de 1964) fue el tenor y vocalista del Cathedral Quartet desde 1990 hasta 1999. Actualmente pertenece al cuarteto de southern-gospel, Signature Sound.
Después de retirarse del Cathedral Quartet, tuvo una carrera por varios años como solista. Además en sus conciertos como solista, participó desde 2001 hasta 2003 con Jake Hess, Wesley Pritchard y George Younce en Old Friends Quartet.
Fundó un nuevo cuarteto de Southern Gospel llamado Ernie Haase & Signature Sound, en 2002. 